# Eduardo Calvo (actor)
Eduardo Calvo Muñoz (Madrid, 26 de marzo de 1918 - Madrid, 13 de agosto de 1992) fue un actor español. A mediados de los 80 se había convertido en un veterano rostro habitual en TV, en la que a veces se le acreditaba como Yayo Calvo.

## Biografía
Eduardo y su hermano mayor Rafael Luis Calvo eran hijos del famoso actor cinematográfico Rafael Calvo, y en la década de los 40 decidieron seguir sus pasos haciendo pequeños papeles en el cine y doblando películas extranjeras. Rafael Luis se estableció en Barcelona y Eduardo se quedó en Madrid, debutando unos años después que su hermano mayor en algunos filmes interpretados por su padre. A diferencia de su hermano, Eduardo compaginó su labor delante y detrás de las cámaras hasta el final de su carrera, a la que aportó una característica voz rugosa y una presencia veterana. Se convirtió en doblador habitual de secundarios cinematográficos como John Carradine o Walter Brennan y también se dobló a sí mismo en coproducciones internacionales. En el cine trabajó a las órdenes de directores como Carlos Saura, Jaime de Armiñán, Juan Antonio Bardem, Luis Berlanga, Pilar Miró, Pedro Almodóvar, Jesús Franco o Francisco Rodríguez. Actuó en la serie de TVE El pícaro dando vida al personaje de Monipodio. En 1975 dobló al famoso y divertido personaje de El padrino II Frank Pentangeli. Asimismo en 1983 le puso la voz a Alfred Hitchcock en la serie de televisión Alfred Hitchcock presenta.